# القتل بالأرقام (فلم)
شريط سينمائي أمريكي انتج سنة 2002 ،من طرف المخرج باربيت شرودر
يحكي الفيلم قصة قاتل متسلسل يقتل فتاة ويرمي جثتها في خندق في سان بنتيو بكاليفورنيا وهي منطقة معروفة بأنها مكان تسكع المراهقين الذين لايجدون العناية الكافية من أهلهم.

## وصلات خارجية
- مقالات تستعمل روابط فنية بلا صلة مع ويكي بيانات

1. ↑  "معلومات عن القتل بالأرقام (فيلم) على موقع cine.gr". cine.gr. مؤرشف من الأصل في 2021-10-08.
2. ↑  "معلومات عن القتل بالأرقام (فيلم) على موقع filmweb.pl". filmweb.pl. مؤرشف من الأصل في 2018-05-30.
3. ↑  "معلومات عن القتل بالأرقام (فيلم) على موقع cinemagia.ro". cinemagia.ro. مؤرشف من الأصل في 2008-05-06.